# 李金桥
李金桥（1925年11月—2013年11月21日），男，河北冀县人，中华人民共和国军事人物，曾任云南省军区司令员。